# Senator van rechtswege
Een senator van rechtswege was van 1831 tot 2014 een lid van de Belgische Senaat die een meerderjarig kind was van de Koning der Belgen. De functie van senator van rechtswege lag vervat in artikel 58 van de Grondwet van 1831 en artikel 72 van de Grondwet van 1994.

## Personen

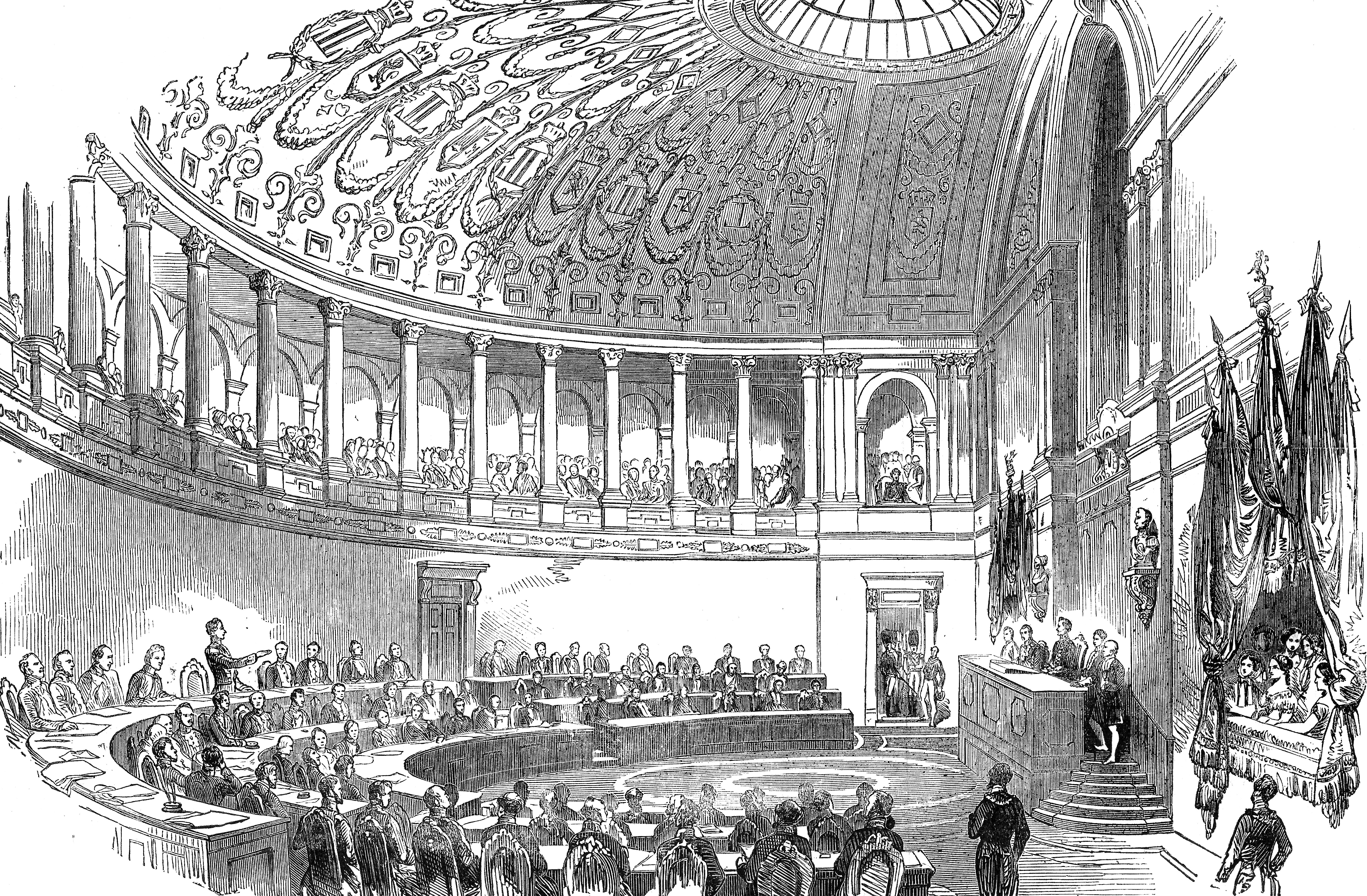
Eedaflegging van prins Leopold als senator van rechtswege. Brussel, Paleis der Natie, 9 april 1853

Tussen 1853 en 2013 zijn volgende personen senator van rechtswege geweest:
- de latere koning Leopold II van 9 april 1853 tot 16 december 1865;
- de latere koning Albert I van 13 november 1906 tot 23 december 1909;
- de latere koning Leopold III van 8 november 1927 tot 23 februari 1934;
- de latere koning Albert II van 11 maart 1958 tot 9 augustus 1993;
- de latere koning Filip van 21 juni 1994 tot 21 juli 2013;
- prinses Astrid van 20 november 1996 tot 21 juli 2013;
- en prins Laurent van 31 mei 2000 tot 21 juli 2013.

## Doel
De senator van rechtswege was een van de vijf soorten senatoren:
- Rechtstreeks verkozen senatoren (1831-2014);
- Gecoöpteerde senatoren (1921-heden);
- Gemeenschapssenatoren, later deelstaatsenatoren (1995-heden);
- Provinciale senatoren (1894-1995);
- Senatoren van rechtswege (verschillende periodes tussen 1853 en 2013).

De Grondwetgever heeft deze categorie ingevoerd omdat men meende dat dit een goede manier was om de toekomstige Koning der Belgen vertrouwd te maken met de werking van het parlement. Toegang hebben tot alle documenten en vergaderingen kan hun opleiding inhoudelijk verbeteren. Men opteerde voor de Senaat en niet voor de Kamer van volksvertegenwoordigers omdat deze oorspronkelijk meer aristocratisch was. In de hedendaagse tijd was dit onderscheid gerechtvaardigd doordat de regering enkel het vertrouwen moet krijgen van de Kamer.

## Rechten
De senatoren van rechtswege beschikten over dezelfde rechten als de andere senatoren: stemrecht, initiatiefrecht enzovoort. Het viel echter aan te bevelen dat zij hier geen uitdrukkelijke standpunten innamen, omdat dit hun positie als troonopvolger in gevaar zou kunnen brengen. Bovendien was de regering niet politiek verantwoordelijk voor hun handelingen in de Senaat.
Net zoals de andere senatoren beschikten ze over parlementaire onschendbaarheid.

## Evolutie van de functie
De Senatoren van rechtswege waren de meerderjarige kinderen van de Koning der Belgen, die de eed hebben afgelegd in de Senaat. Doorheen de jaren werd het toepassingsgebied van de senatoren van rechtswege uitgebreid. In 2014 werd de functie dan weer afgeschaft.

### 1831
De grondwetgever van 7 februari 1831 kent enkel een senaatszetel toe aan de vermoedelijke erfgenaam van den Koning. De minimumleeftijd om toe te treden is 21 jaar. De senator van rechtswege verkrijgt stemrecht vanaf de leeftijd van 25 jaar.

### 1893
Op vraag van Leopold II wordt het toepassingsgebied uitgebreid tot "de zonen van de Koning of, bij ontstentenis dezer, de Belgische prinsen van de tot de kroon gerechtigde tak van het koninklijk stamhuis", omdat Leopolds toen zelf geen officiële zonen meer had. Om zijn vermoedelijke opvolger Albert I dit voorrecht te laten genieten, werd het toepassingsgebied van de senator van rechtswege uitgebreid. De leeftijdsgrenzen van toetreding en stemrecht blijven behouden.

### 1993
Sinds 1993 komen ook de dochters van de Koning der Belgen in aanmerking. Men verruimt het toepassingsgebied tot "de kinderen van de Koning, of, indien er geen zijn, de Belgische nakomelingen van de tot regeren gerechtigde tak van het koninklijk stamhuis". Hierdoor kunnen enerzijds vrouwelijke troonopvolgers toetreden tot de Senaat, terwijl anderzijds ook de kinderen van de koning kunnen toetreden die niet voorbestemd zijn om ooit koning te worden.
Men verlaagt de leeftijdsgrens om toe te treden tot 18 jaar, terwijl men de leeftijdsgrens van het stemrecht terugbrengt tot 21 jaar.
Bij de staatshervorming van 1993 wordt het aantal senatoren teruggebracht van 184 naar 71. Omdat het gewicht van een senator van rechtswege daardoor aanzienlijk zou vergroten, beslist men om vanaf 1993 de senatoren van rechtswege niet langer mee te tellen in het quorum.

### 2014
Op het moment van de troonswissel in 2013 waren er drie senatoren van rechtswege: prins Filip, prinses Astrid en prins Laurent. Na de abdicatie van koning Albert II verviel echter hun status van meerderjarige kinderen van de koning en verdwenen zij uit het federaal parlement. De nieuwe koning, Filip, had op dat moment geen meerderjarige kinderen. Vanaf 21 juli 2013 zijn er dus (tijdelijk) geen senatoren van rechtswege meer.
Naar aanleiding van de hervorming van de Senaat in het Vlinderakkoord van 2011 werd vooropgesteld om de functie van senator van rechtswege af te schaffen. Op 6 januari 2014 ondertekende koning Filip de Herziening van artikel 72 van de Grondwet. Hiermee werd de functie van senator van rechtswege definitief afgeschaft.